# Ніхал Сарін
Ніхал Сарін (англ. Nihal Sarin) — індійський шаховий вундеркінд. Титул гросмейстера (GM) отримав у 14 років.

## Біографія

### Ранні роки
Народився 13 липня 2004 року у місті Триссур, штат Керала, але  декілька років родина мешкала у м. Коттаям. В шахи почав грати з шестирічного віку. Першим його тренером був шкільний тренер Метью П. Джозеф Потурре.
Першу перемогу — перше місце на чемпіонаті штату у віковій категорії до семі років, Н. Сарін здобув у 2011 році. В подальшому вигравав чемпіонат у вікових категоріях до 9-ти та до 11-ти років.

### Шахова кар'єра
- У 2014 році отримав титул «кандидат у майстри» (CM);

- У 2015 році — «майстер ФІДЕ» (FM);

- У 2017 році — «міжнародний майстер» (IM);

- У 2018 році — «гросмейстер» (GM);
- У 2020 році у складі збірної Індії здобув золоту медаль на шаховій олімпіаді[4];
- У 2020 році переміг на молодіжному чемпіонаті світу з шахів (U-18)[5].

## Цікаві факти
У 2016 році до Дня захисту дітей Н. Сарін був обраний лауреатом «Національної дитячої премії за особливі досягнення», яку отримав від президента Індії.